# Phaegoptera pulchra
Phaegoptera pulchra là một loài bướm đêm thuộc phân họ Arctiinae, họ Erebidae.